# Valérie Grand'Maison
Valérie Grand'Maison, née le 12 octobre 1988 à Fleurimont, est une nageuse canadienne du Québec. Elle est triple championne paralympique et détentrice de 12 records du monde en natation handisport.

## Biographie
Valérie Grand'Maison est née à Fleurimont, ville de la province de Québec, au Canada. Elle est la fille de François Grand'Maison, neurologue et directeur de la Clinique Neuro Rive-Sud, en Montérégie. Elle débute la natation à l'âge de sept ans, et la compétition à neuf ans avec le Club de natation CAMO de Montréal.
Atteinte d'une dégénérescence maculaire, elle commence à perdre la vue à l'âge de douze ans, dans un premier temps d'un seul œil, puis à quinze ans de l'autre œil. Pierre Lamy, son entraîneur au club de natation CAMO, entreprend alors des démarches pour la faire classer comme athlète handisport.
Aux Jeux du Canada de Regina en 2005, elle se qualifie pour faire partie de l’équipe canadienne de natation handisport. Peu de temps après, elle participe aux Jeux du Commonwealth à Melbourne en Australie. En 2006, aux Championnats mondiaux de natation paralympique en Afrique du Sud, elle remporte sept médailles, dont cinq d'or. Elle établit d'ailleurs une nouvelle marque au 100 mètres libre.
Aux Jeux paralympiques de Pékin, Grand'Maison remporte six médailles, dont trois d'or : au 100 mètres papillon, au 100 mètres et au 400 mètres nage libre. De plus, elle établit deux nouveaux records du monde.
En 2010, une blessure à l'épaule droite la ralentit dans les compétitions. Grand'Maison doit changer sa manière de s'entraîner. De plus, maintenant membre du club sportif des Martlets de l'Université McGill, elle doit composer avec un nouvel entraîneur (Peter Carpenter), et est désormais opposée à des adversaires qui ne souffrent d'aucun handicap en natation.
En 2011, lors des Championnats pan-pacifiques, tenus à Edmonton, Grand'Maison s’impose au 200 m quatre nages et remporte une médaille d'or. Elle ajoute trois médailles d’argent et une de bronze à son palmarès. Grand’Maison termine deuxième au 50 m libre, au 200 m libre et au 100 m brasse. De plus, elle obtient une troisième place au 100 m papillon et une cinquième place au 100 m libre
Aux Jeux paralympiques de Londres, Grand'Maison participe aux 50 et 100 m libres, aux 100 m brasse et  aux 200 m quatre nages. Elle se qualifie pour la finale du 50 libre féminin (S13) et remporte la médaille d'argent, avant d'ajouter une autre médaille d'argent à son palmarès, cette fois au 100 m libre S13.

## Palmarès
Lauréate de plusieurs médailles paralympiques, Grand'Maison détient présentement cinq records du monde à long parcours dans le 100 m, 200 m, 400 m et 800 m nage libre et le 400 m quatre nages. Elle détient également sept records du monde en petit bassin. 

## Vie personnelle
Grand'Maison fait présentement des études à l’Université McGill  autour d'une majeur en psychologie et d'une mineure en histoire, avec l’objectif d’entrer à la maîtrise.  L’athlète porte les couleurs des Martlets et s’entraîne au centre sportif de l'université. Elle aime la musique, la littérature et le cinéma.